# WTA Elite Trophy 2019 - Doppio
Lyudmyla e Nadiia Kichenok erano le detentrici del titolo, ma Nadiia non ha preso parte a questa edizione del torneo. Lyudmyla ha fatto coppia con Andreja Klepač, superando in finale Duan Yingying e Yang Zhaoxuan con il punteggio di 6-3, 6-3.

## Giocatrici
1. Duan Yingying /  Yang Zhaoxuan (finale)
2. Lyudmyla Kichenok /  Andreja Klepač (campionesse)
3. Darija Jurak /  Alicja Rosolska (round robin)

1. Oksana Kalashnikova /  Sofia Kenin (round robin)
2. Jiang Xinyu /  Tang Qianhui (round robin)
3. Wang Xinyu /  Zhu Lin (round robin)

## Tabellone

### Legenda
| - Q = Qualificato - WC = Wild card - LL = Lucky loser | - ALT = Alternate - SE = Special Exempt - PR = Protected Ranking | - w/o = Walkover - r = Ritirato - d = Squalificato |

### Finale
|  | Finale |                                  |                                  |   |   |  |
|  |        |                                  |                                  |   |   |  |
|  | 1      | Duan Yingying Yang Zhaoxuan      | Duan Yingying Yang Zhaoxuan      | 3 | 3 |  |
|  | 2      | Lyudmyla Kichenok Andreja Klepač | Lyudmyla Kichenok Andreja Klepač | 6 | 6 |  |

### Gruppo Giglio
|      |                              | Duan Yang        | Jurak Rosolska   | Wang Zhu         | RR V-P | Set V-P   | Game V-P    | Classifica |
| 1    | Duan Yingying Yang Zhaoxuan  |                  | 6–1, 1–6, [10–7] | 3–6, 6–3, [10–8] | 2–0    | 4–2 (67%) | 18–16 (53%) | 1          |
| 3    | Darija Jurak Alicja Rosolska | 1–6, 6–1, [7–10] |                  | 6–2, 3–6, [6–10] | 0–2    | 2–4 (33%) | 16–17 (48%) | 3          |
| 6/WC | Wang Xinyu Zhu Lin           | 6–3, 3–6, [8–10] | 2–6, 6–3, [10–6] |                  | 1–1    | 3–3 (50%) | 18–19 (49%) | 2          |

La classifica viene stilata in base ai seguenti criteri: 1) Numero di vittorie; 2) Numero di partite giocate; 3) Scontri diretti (in caso di due giocatori pari merito); 4) Percentuale di set vinti o di game vinti (in caso di tre giocatori pari merito); 5) Decisione della commissione

### Gruppo Bouganville
|      |                                  | Kichenok Klepač  | Kalashnikova Kenin | Jiang Tang       | RR V-P | Set V-P   | Game V-P    | Classifica |
| 2    | Lyudmyla Kichenok Andreja Klepač |                  | 2–6, 6–4, [11–9]   | 2–6, 6–4, [10–6] | 2–0    | 4–2 (67%) | 18–20 (47%) | 1          |
| 4    | Oksana Kalashnikova Sofia Kenin  | 6–2, 4–6, [9–11] |                    | 2–6, 6–4, [7–10] | 0–2    | 2–4 (33%) | 18–20 (47%) | 3          |
| 5/WC | Jiang Xinyu Tang Qianhui         | 6–2, 4–6, [6–10] | 6–2, 4–6, [10–7]   |                  | 1–1    | 3–3 (50%) | 21–17 (55%) | 2          |

La classifica viene stilata in base ai seguenti criteri: 1) Numero di vittorie; 2) Numero di partite giocate; 3) Scontri diretti (in caso di due giocatori pari merito); 4) Percentuale di set vinti o di game vinti (in caso di tre giocatori pari merito); 5) Decisione della commissione